# Muqurs flygplats
Muqurs flygplats är en flygplats i Afghanistan. Den ligger i distriktet Muqur i provinsen Ghazni, i den centrala delen av landet, 220 km sydväst om huvudstaden Kabul. Muqurs flygplats ligger 2 031 meter över havet.